# Astutillo Malgioglio
Astutillo Malgioglio est un footballeur italien né le 3 mai 1958 à Plaisance. Il évoluait au poste de gardien de but.

## Biographie
Astutillo Malgioglio commence sa carrière au sein de l'US Cremonese en 1974.
En 1975, il devient joueur de Bologne; ce n'est que lors de la saison 1976-1977 qu'il dispute son premier match en première division italienne.
Malgioglio est ensuite joueur du Brescia Calcio pendant cinq saisons, de 1977 à 1982.
Lors de la saison 1982-1983, il est gardien de but de l'US Pistoiese.
En 1983, il est transféré à l'AS Roma.
Il ne joue que peu de matchs en tant que titulaire avec la Roma, il reste sur le banc lors de la finale perdue de Coupe des clubs champions en 1983-84 contre Liverpool.
Lors de la saison 1985-1986, Malgioglio rejoint le club rival de la SS Lazio.
En 1986, il devient joueur de l'Inter Milan.
Avec l'Inter, il est sacré Champion d'Italie en 1989. Il se cantonne à un rôle de gardien remplaçant avec les nerazzuris.
Après une dernière année en 1997 avec l'Atalanta Bergame, il raccroche les crampons.
Le bilan de la carrière de Malgioglio en championnat s'élève à 44 matchs disputés en première division italienne. En compétitions européennes, il dispute deux matchs en Coupe UEFA.

## Palmarès
Inter Milan
- Championnat d'Italie (1) :
  - Vainqueur : 1988-89.